# Rolf Thommessen
Pour les articles homonymes, voir Thommessen.
Rolf Thommessen est un journaliste et homme politique norvégien né le 22 juillet 1879 à Christiania et mort le 9 décembre 1939 à Oslo.
Fils d'Ola Thommessen, il étudie l'histoire de l'art sous la direction de Lorentz Dietrichson et décroche son doctorat en 1908. Dès 1901, il travaille comme critique d'art pour Verdens Gang, le journal que dirige son père. Lorsque ce dernier quitte Verdens Gang pour fonder Tidens Tegn, en 1910, Rolf le suit et devient secrétaire de rédaction, avant de succéder à son père comme rédacteur en chef en 1917. Durant ses vingt années à la tête du journal (1917-1938), il contribue à la « tabloïdisation » de la presse norvégienne, en donnant une place accrue aux images au sein d'une mise en page plus aérée.
Rolf Thommessen est également député du Parti libéral de gauche pour Akershus de 1928 à 1930. Il dirige ce même parti de 1933 à 1936.